# The Lightning Bolt
Pour les articles homonymes, voir Lightning Bolt (homonymie).
Pour plus de détails, voir Fiche technique et Distribution.
The Lightning Bolt est un film muet américain réalisé par Wallace Reid et sorti en 1913.

## Fiche technique
- Titre : The Lightning Bolt
- Réalisation : Wallace Reid
- Scénario : Wallace Reid
- Photographie :
- Montage :
- Producteur : David Horsley
- Société de production : Nestor Film Company
- Société de distribution : Universal Film Manufacturing Company
- Pays d'origine :  États-Unis
- Langue : film muet avec les intertitres en anglais
- Format : Noir et blanc — 35 mm — 1,33:1 — Muet
- Genre : Film dramatique
- Durée : 9 minutes
- Dates de sortie : 
  -  États-Unis : 24 décembre 1913

## Distribution
- Wallace Reid : Reid
- Dorothy Davenport : Dot
- Ed Brady : Brady
- Phil Dunham :